# Lucy and Desi
Lucy and Desi (bra: Lucy e Desi) é um documentário estadunidense de 2022 dirigido por Amy Poehler. O filme explora a parceria improvável e o legado duradouro de um dos casais poderosos mais prolíficos da história do entretenimento, Lucille Ball e Desi Arnaz.
O filme teve seu lançamento mundial em 4 de março de 2022 pela Amazon Prime Video. Recebeu críticas positivas e foi indicado a seis prêmios Emmy, incluindo melhor documentário.

## Sinopse
Lucy e Desi é uma visão perspicaz e íntima nos bastidores do relacionamento entre dois pioneiros da televisão estadunidense – com entrevistas com Lucie Arnaz Luckinbill, Norman Lear, Desi Arnaz Jr, Carol Burnett e Bette Midler.

## Produção
O filme é dirigido pela atriz, comediante e diretora ganhadora do Emmy Amy Poehler em sua estreia como cineasta e escrito por Mark Monroe. Poehler e sua equipe puderam utilizar entrevistas de áudio nunca antes ouvidas com Ball e Arnaz depois que a produtora Jeanne Elfant Festa descobriu uma caixa com gravações de áudio enquanto explorava materiais de arquivo com a filha de Lucy e Desi, Lucie Arnaz Luckinbill. Além disso, a equipe de produção teve acesso total ao espólio de Ball e Arnaz supervisionado por Arnaz Luckinbill.

## Recepção
No Rotten Tomatoes, o filme detém um índice de 94% de aprovação com base em 100 avaliações, com uma nota média de 7,7/10. O consenso dos críticos diz: "Igualmente divertido e informativo, Lucy e Desi lançam um olhar visivelmente afetuoso sobre a vida e os legados de seus personagens inovadores". O Metacritic deu ao filme uma nota média ponderada de de 7,3/10.